# بيل ماكفيرسون (لاعب كرة قدم)
بيل ماكفيرسون (بالإنجليزية: Bill McPherson)‏ هو لاعب كرة قدم بريطاني (وحمل سابقاً جنسية المملكة المتحدة لبريطانيا العظمى وأيرلندا) في مركز مهاجم داخلي، ولد في 22 نوفمبر 1869. لعب مع نادي سانت ميرين ونادي ليفربول.